# 17 agosto
Il 17 agosto è il 229º giorno del calendario gregoriano (il 230º negli anni bisestili). Mancano 136 giorni alla fine dell'anno.

## Eventi
- 986 – Viene combattuta fra bizantini e bulgari la battaglia delle Porte di Traiano
- 1126 – Catania: le spoglie di Sant'Agata vengono ricondotte in patria da Costantinopoli dove erano state portate 86 anni prima
- 1420 – Guglielmo II di Narbona vende alla Corona d’Aragona i suoi diritti dinastici sulla Sardegna
- 1424 – Nella battaglia di Verneuil, Guglielmo II di Narbona muore assieme a diversi altri comandanti francesi
- 1560 – La Chiesa cattolica romana viene rovesciata e il protestantesimo si afferma come religione nazionale in Scozia
- 1571 – Avviene il supplizio da parte ottomana del generale veneziano Marcantonio Bragadin durante la guerra di Cipro
- 1668 – Un terremoto di magnitudo 8,0 della scala Richter provoca circa 8000 morti in Anatolia (Impero ottomano)
- 1717 – Le truppe austriache guidate da Eugenio di Savoia sconfiggono le truppe turche a Belgrado durante la guerra austro-turca
- 1807 – La Clermont, prima nave a vapore statunitense di Robert Fulton, salpa da New York per Albany sul fiume Hudson, inaugurando il primo servizio commerciale di navi a vapore del mondo
- 1831 – Re Ferdinando II di Borbone rivendica la sovranità del Regno delle Due Sicilie su un'isola emersa fra Pantelleria e la Sicilia, della quale gli inglesi avevano reclamato il possesso: inizia la disputa dell'Isola Ferdinandea
- 1840 – Inaugurazione della Ferrovia Milano-Monza
- 1862 – Guerre indiane: nel Minnesota inizia la sollevazione dei Sioux Lakota, quando questi disperatamente attaccano gli insediamenti dei bianchi sul fiume Minnesota; verranno sopraffatti dall'esercito statunitense sei settimane dopo
- 1863 – Guerra di secessione americana: a Charleston, le batterie di artiglieria dell'Unione bombardano Fort Sumter, tenuta dai Confederati; il bombardamento non cesserà fino al 31 dicembre dello stesso anno
- 1876 – Si svolge al Festival di Bayreuth la prima dell'opera lirica Il crepuscolo degli dei di Richard Wagner
- 1877 – In Arizona il fabbro F.P. Cahill viene ferito mortalmente da Billy the Kid: Cahill morirà il giorno dopo, divenendo la prima delle almeno 27 persone uccise dal criminale
- 1893 - Massacro di Aigues-Mortes
- 1914 – Prima guerra mondiale: l'esercito tedesco del generale Hermann von François sconfigge le forze russe comandate da Paul von Rennenkampf, nella battaglia di Stallupönen
- 1915 – L'ebreo-americano Leo Frank viene linciato per il presunto omicidio di una ragazzina tredicenne di Atlanta
- 1916 – La Romania sigla il trattato di alleanza con le potenze dell'Intesa
- 1918 – Viene fondata la Società Thule
- 1942 – Viene varata in Italia la legge urbana nazionale, la nº 1150 del 1942, che sancisce la nascita del moderno piano regolatore generale
- 1943 – Seconda guerra mondiale: la 7ª Armata statunitense del generale George S. Patton arriva a Messina, seguita diverse ore dopo dall'8ª Armata britannica del maresciallo di campo Bernard L. Montgomery, completando la conquista alleata della Sicilia
- 1945 – Sukarno proclama l'indipendenza dell'Indonesia dai Paesi Bassi
- 1960 – Il Gabon ottiene l'indipendenza dalla Francia ma rimane all'interno della Comunità francese
- 1962 – Le guardie di confine della Germania Est uccidono il diciottenne Peter Fechter mentre tenta di attraversare il Muro di Berlino per portarsi a Berlino Ovest
- 1969 – Si conclude dopo tre giorni il festival di Woodstock
- 1970 – Programma Venera, viene lanciata la Venera 7: diventerà la prima sonda spaziale a trasmettere dati da un altro pianeta
- 1977 – La nave sovietica Arktica diventa la prima nave capace di raggiungere il Polo nord navigando in superficie.
- 1978 – Il Double Eagle II diventa il primo pallone aerostatico ad attraversare l'oceano Atlantico atterrando a Miserey, nei pressi di Parigi, 137 ore dopo aver lasciato Presque Isle
- 1982 – Il primo compact disc per l'utilizzo commerciale venne prodotto in una fabbrica della Philips presso Hannover, in Germania; il CD in questione fu l'album musicale The Visitors del gruppo svedese ABBA
- 1988 – Il presidente pakistano Muhammad Zia-ul-Haq e l'ambasciatore statunitense Arnold Raphel muoiono in un incidente aereo
- 1991 – Il gruppo rock statunitense Nirvana gira ai GMT Studios di Culver City (California) il videoclip per la canzone Smells Like Teen Spirit, ma durante le riprese le comparse vengono trascinate dalla musica e distruggono il set; il regista Samuel Bayer decide di usare comunque le riprese realizzando un videoclip assurto a emblema generazionale[1][2]
- 1992 – Si dimette dalla carica di segretario del Partito Socialdemocratico di Germania (SPD) Walter Momper, ex-sindaco di Berlino
- 1998 – Scandalo Lewinsky: tramite un videomessaggio preregistrato, il presidente statunitense Bill Clinton ammette di aver avuto «relazioni fisiche improprie» con Monica Lewinsky, una stagista della Casa Bianca; più tardi lo stesso giorno ammetterà davanti alla nazione di aver «fuorviato la popolazione» circa la sua relazione con la donna
- 1999 – Un terremoto di magnitudo 7,4 della scala Richter scuote la Turchia nord-occidentale, uccidendo oltre 17000 persone e ferendone almeno 44000
- 2009 – In Chakassia, in Russia, si verifica un grave incidente nella centrale idroelettrica Sayano–Shushenskaya che uccide 75 persone
- 2017 – Attentato di Barcellona del 2017

## Nati
Ci sono circa 1 120 voci su persone nate il 17 agosto; vedi la pagina Nati il 17 agosto per un elenco descrittivo o la categoria Nati il 17 agosto per un indice alfabetico.

## Morti
Ci sono circa 480 voci su persone morte il 17 agosto; vedi la pagina Morti il 17 agosto per un elenco descrittivo o la categoria Morti il 17 agosto per un indice alfabetico.

## Feste e ricorrenze

### Civili
Nazionali:
- Argentina - Día del General San Martín. Morte di José de San Martín eroe della guerra d'indipendenza argentina
- Indonesia – Festa nazionale

### Religiose
Cristianesimo:
- Sant'Anastasio di Terni, vescovo
- Santa Beatrice de Silva, fondatrice delle Concezioniste francescane
- San Carlomanno, monaco
- Santa Chiara da Montefalco
- San Donato da Ripacandida
- Sant'Elia di Enna, monaco
- Sant'Eusebio, papa
- San Gerone, martire
- Santi Giacomo Kyuhei Gorobioye Tomonaga e Michele Kurobioye, martiri
- Santa Jeanne Delanoue (Giovanna della Croce), fondatrice delle Ancelle dei poveri di Jeanne Delanoue
- San Liberato di Cartagine, abate e martire (celebrato anche il 19 agosto)[3]
- San Mamete di Cesarea, martire
- San Mirone di Cizico, sacerdote e martire
- San Nicolò Politi, eremita
- Beato Alberto da Chiatina, sacerdote
- Beato Bartolomeo Laurel, francescano, martire
- Beato Enrico Canadell Quintana, sacerdote scolopio, martire
- Beata Élisabeth Turgeon, religiosa
- Beato Natale Ilario Le Conte, martire
- Beato Ugo di Tennenbach, cistercense

Religione romana antica e moderna:
- Portunalia
- Tiberinalia